# بنی عجل
قبیله بنی عجل از جمله قبایل عرب عدنانی و از نوادگان بکر بن وائل است که نقش‌های اساسی در جنگ‌های اعراب و فتح ایران در صدر اسلام داشته و می‌توان آن را جنگ ستیزترین قبیله از بین قبائل بکر بن وائل دانست.
از اشخاص بارز این قبیله می‌توان به قطام اشاره کرد. در کتاب استیعاب بیان شده که قطام از قبیله بنی عجل بن لخیم است.
از حکومت‌های بنی عجل نیز می‌توان به حکومت دلفیان یا «بنی دُلَف» اشاره نمود که یکی از خاندان‌هایی است که به مدت هفتاد و پنج سال (۲۸۵–۲۱۰ هجری قمری) در منطقهٔ جبال یا عراق عجم تحت لوای بنی عباس حکمرانی نمود. در این مدت شش تن از افراد این خاندان به فرمانروایی رسیدند. این خاندان، در اصل از تیره بنی عجل شاخه‌ای از بنی بکر بن وائل به‌شمار می‌رود که ابتدا در «حیره» و سپس از زمان بنی امیه در همدان اقامت داشتند.
قاسم بن عیسی بن ادریس بن معقل عجلی کرجی اولین فرد از این خاندان بود که در زمان هارون به ولایت فارس و جبال رسید. نام این حکومت نیز برگرفته از کنیه وی، با عنوان «ابودلف» می‌باشد. یکی دیگه از تیره‌های بنی عجل می‌توان به السواری اشاره کرد که هم‌اکنون در مناطقی از اهواز و قسمت‌هایی از بستان (دشت آزادگان) و هویزه و رفیع (هویزه) زندگی می‌کنند که به ۳ طایفه عمده تقسیم می‌شود.
این قبیله در قرون اول اسلامی تقریباً همهٔ تیره‌های خود را ازدست داد و فقط خانواده‌هایی از آنان باقی ماند. عجلیان به سرکردگی حنظله بن ثعلبه در جنگ ذوقار و پیروزی بر ساسانیان شرکت داشتند. مذعور بن عدی عجلی به فرمان خلیفهٔ دوم به خالد بن ولید پیوست. ادریس بن معقل عجلی، جد ابودلف قاسم بن عیسی، ظاهراً در روزگار عبدالملک بن مروان در یکی از روستاهای همدان ساکن شد. فرزندش عیسی ثروتی اندوخت و قاسم فرزند عیسی در خلافت مأمون عباسی به حکومت بخشی از ناحیهٔ جبال رسید. مرکز این حکومت کرج بود که به‌نام کرج ابودلف مشهور است. این دولت تا ۲۸۴–۲۸۵ق دوام آورد. اعضای خاندان وزارت‌پیشهٔ آل ماکولا از مردم قبیلهٔ عجل بودند.